# Tahrir, place de la Libération
Pour plus de détails, voir Fiche technique et Distribution.
Tahrir, place de la Libération est un documentaire franco-italien réalisé par Stefano Savona et sorti en France en 2012. 
C'est un documentaire sur la révolution égyptienne de 2011, dont le titre reprend le nom de la Place Tahrir, une place du Caire qui fut un lieu important de la révolution.

## Fiche technique
- Titre : Tahrir, place de la Libération
- Réalisation : Stefano Savona
- Image : Stefano Savona
- Son : Stefano Savona et Jean Mallet
- Montage : Penelope Bortoluzzi
- Production : Stefano Savona, Carla Quarto di Palo
- Sociétés de production : Picofilms, Dugong Production
- Diffusion : Jour2Fête (France, sortie en salles), Rai Tre Radiotelevisione Italiana (Italie, diffusion à la télévision)
- Pays :  France -  Italie
- Langue : arabe
- Durée : 91 minutes
- Date de sortie : France - 25 janvier 2012

## Sélections
- 2011 : Festival de Locarno[1]
- 2011 : Festival international du film de Vienne[2]
- 2012 : Festival international du film indépendant de Bordeaux